# Моховик тріщинуватий
Моховик тріщинуватий (Xerocomellus chrysenteron) — гриб родини Болетові (Boletaceae) роду Xerocomellus.
До виділення окремого роду Xerocomellus у 2008 році, відносився до роду моховик — Xerocomus chrysenteron Quél. (1888), а ще раніше до роду болетус — Boletus chrysenteron Bull. (1789).

## Морфологічна характеристика
Шапка 3-7 (10) см у діаметрі, сірувато- або оливкуватокоричнювата, суха, гола, матова, звичайно з тріщинками, крізь які видно білуватий або червонуватий м'якуш. Шкірка не знімається. Пори великі, кутасті, жовтуваті, зеленкувато-жовті, жовтувато-оливкові, від дотику зеленувато-сині. Спори оливкувато-коричнюваті, 12-15 Х 4-5 мкм. Ніжка 3-6 Х 1,5-2 см, звичайно зігнута, щільна, жовтувато, коричнювата, місцями червона, від дотику синіє. М'якуш білуватий або жовтуватий, під шкіркою та біля основи ніжки червоний, при розрізуванні на повітрі спочатку синіє, потім червоніє.

## Поширення

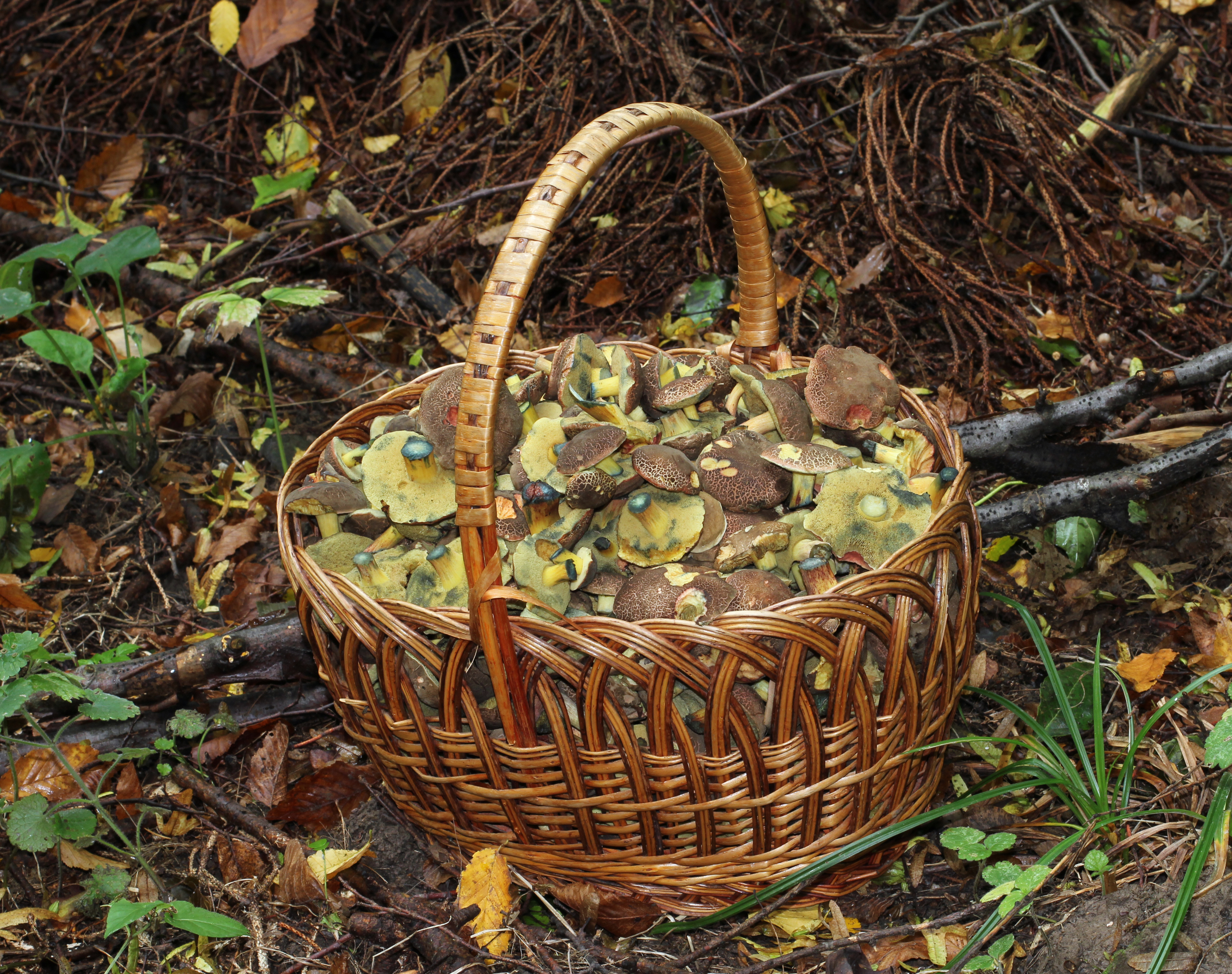
гриби в кошику

Зустрічається по всій Україні.

## Екологічна приуроченість
Росте у хвойних та листяних лісах; у липні — жовтні, за сприятливих умов трапляється також в листопаді. Їстівний гриб низької якості. Використовують свіжим, варять, смажать, сушать.